# Garasangi (B.K.), Basavana Bagevadi
Garasangi (B.K.) là một làng thuộc tehsil Basavana Bagevadi, huyện Bijapur, bang Karnataka, Ấn Độ.